# Illa Nunivak
L'illa Nunivak (en yupik de l'Alaska central: Nunivaaq; en Cup'ig de Nunivak:  Nuniwar ; rus: Нунивак) és una illa volcànica coberta de permafrost que es troba a uns 48 km mar endins dels deltes del rius Yukon i Kuskokwim, a l'estat d'Alaska, als Estats Units, a una latitud aproximada de 60° N. L'illa té una superfície de 4.226,80 km², la qual cosa la converteix en la segona illa més gran de la Mar de Bering i la vuitena illa més gran dels Estats Units. Té una llargada de 76,2 km i una amplada de 106 km. Té una població de 191 persones segons el cens dels Estats Units de 2010. Tota la població de l'illa viu a la ciutat costanera de Mekoryuk, al nord.

## Població

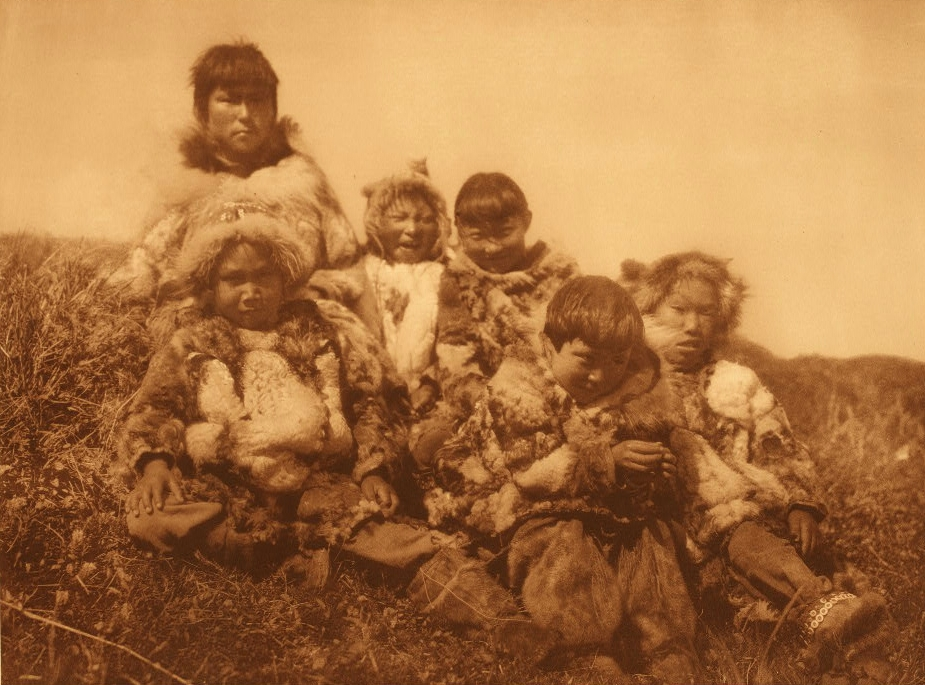
Infants nunivak, fotografiats per Edward S. Curtis, 1930

Nunivak només té un assentament permanent, Mekoryuk, a la riba nord, amb uns 200 residents. En el cens del 1880, Ivan Petrof va registrar 702 residents en nou pobles de l'illa. Una epidèmia el 1900 va reduir la població de l'illa. L'emigració fa que la població no creixi.
Gairebé tots els residents permanents de Nunivak són esquimals yupik, l'idioma tradicional del qual és un dialecte del yupik de l'Alaska central conegut com a Cup'ig o Cup'ig de Nunivak. Cup'ig és el primer idioma pels illencs més grans, tot i que gairebé tots els habitants de Nunivak parlen anglès. La gent de l'illa de Nunivak encara depèn en gran manera de la caça de subsistència, i també de la pesca comercial i dels treballs industrials al continent.